# Стрельба
Стрельба́ — это действие по глаголу стрелять или ведение огня из различных видов и типов оружия, то есть придание метательному снаряду (стрела, ядро, пуля, снаряд и тому подобное) кинетической энергии (за счёт ускорения, при воздействии импульса силы — за счёт запасённой механической (изгиб плеч лука или арбалета), электрической (силы Гаусса), химической (порох) или иной силы (сжатого воздуха или газа, пара, вакуума), посредством выстрела, для поражения той или иной цели.
Словом «стрельба» также некоторые обозначают научную дисциплину, разрабатывающую теорию и практику стрельбы (ведение огня), и предмет обучения. Стрельба подразделяется на:
- учебную, которая проводится по мишеням (целям) для обучения и тренировки на меткость поражения цели (мишени);
- боевую, которая проводится по мишеням (целям) из штатного вооружения формирования штатными боевыми припасами;
- спортивную, как вид спорта, представляющий собой ведение огня из спортивного стрелкового оружия нарезного (пулевая стрельба) и гладкоствольного (стендовая стрельба), а также метание стрел из лука или арбалета;
- и другие.

## История
На всех стадиях развития человеческого общества (цивилизаций) возникали конфликты, и для их решения человечество применяло силу, в том числе и вооружённую, сначала камнями и палками, а затем с применением различного индивидуального и коллективного вооружения. Так появилось и вооружение для стрельбы (ведения огня) различными предметами. Сейчас стрельба применяется в военных, спортивных и иных делах. 
Стрельба (ведение огня), в строгом смысле этого слова — это попытка прицельного поражения некой цели или некоего объекта, то есть стрельба, всегда имеет целевой характер и ведётся по конкретной индивидуальной или групповой цели, либо по площадям (помимо предупредительной стрельбы в воздух, которая также имеет свою вполне конкретную цель, в данном случае — предупреждение). В русском и советском военном деле при стрельбе из индивидуального и коллективного огнестрельного оружия также применялось слово Огонь.
Беспорядочная стрельба из огнестрельного оружия как форма бесцельного расхода боеприпасов (психологического давления, демонстрации присутствия) называется пальбой (сущ. пальба́ от гл. палить). Также пальба, выражение, заменяющее в командах по уставу слово стрельба, например, «пальба орудиями», сокращенное «Пли».

## Виды и типы огня
В зависимости от видов, типов и моделей вооружения существовали и существуют следующие виды и типы огня или стрельбы:
- автоматный;
- анфиладный[3][4][5] или продольный[6];
- артиллерийский;
- беглый[7];
- залп;
- дефилейный[8];
- многослойный[9];
- настильный[10];
- перекрёстный[11][12] — выстрелы, кои скрещиваются; это основа крепостной обороны, для чего укреплениям дается ломаный очерк[13];
- предупредительный — огонь мимо целей[14], для предупреждения о совершенном нарушении чего-либо, например пересечении границ запретной зоны, государственной границы и так далее;
- косоприцельный[15][16];
- фланкирующий[17][16];
- фронтальный[18];
- фланговый[15];
- заградительный;
- шквальный[16] или «Огневой шквал» позволяет атаковать цель несколькими снарядами таким образом, что все они достигают цели одновременно;
- внакладку;
- методический;
- кинжальный;
- пулемётный;
- ружейный;

- и другие.

## Цикл стрельбы
Для точного расчёта ряда боевых свойств того или иного образца вооружения и военной техники, в частности, его скорострельности, в теории стрельбы выделяют понятие «цикла стрельбы». Цикл стрельбы — совокупность операций боевой работы единицы вооружения и военной техники, и обслуживающего её личного состава (стрелка, оператора, расчёта, экипажа и других), выполняемых при обстреле одной или нескольких целей.

## В артиллерии
На начало XX столетия главным средством боевой работы артиллерии при выполнении ею боевых задач: прокладывания дороги своим стрелкам, пехоте и коннице, устранения препятствий их движению, а также, содействия своей артиллерии и вспомогательным войскам (разрушение искусственных препятствий, прикрытие огнём устройства переправ, переходов и прочее), является артиллерийский огонь или стрельба артиллерии. Для видов и родов артиллерии существовало несколько видов и типов огня или стрельбы, так огонь полевой артиллерии, вёлся внезапными короткими и сильными взрывами (ураганами), при наличии твердого убеждения в верности данных для стрельбы, имевшими цель лишить противника свободы действий, потрясти его и этим доставить своим войскам возможность двигаться вперед, и ураганы огня, естественно, прерывались более или менее продолжительными промежутками молчания. Также полевой артиллерией, при особых обстоятельствах и соображениях мог вестись медленный огонь. В соответствии с расстоянием (дистанцией) полевыми орудиями вёлся огонь с больших, средних и коротких расстояний, используя различные виды, типы и методы стрельбы.
В современный период, в артиллерии практикуются несколько методов стрельбы (артиллерийского огня), при которых артиллерийское орудие наводится на цель и посылает снаряд, в зависимости от назначения орудия, расположения цели и боевой обстановки, по той или иной траектории (настильной или баллистической):
- Стрельба прямой наводкой — метод стрельбы, при которой стреляющий визуально наблюдает цель и наводку осуществляет лично, совмещая прицел с целью.
- Стрельба полупрямой наводкой — метод стрельбы, при которой стреляющий визуально наблюдает цель, наводка в горизонтальной плоскости осуществляется совмещением прицела с целью, а прицеливание в вертикальной плоскости ведётся как при стрельбе с закрытых позиций.
- Стрельба с закрытых позиций — ведение артиллерийского огня по целям, которые не находятся в прямой видимости с огневой позиции, наводка осуществляется при помощи сторонних наблюдателей.
- Навесная стрельба — стрельба из артиллерийских орудий при углах возвышения ствола свыше 20°.
- Мортирная стрельба — стрельба из артиллерийских орудий при углах возвышения свыше 45°.
- Контрбатарейная стрельба — стрельба из артиллерийских орудий с закрытых огневых позиций по аналогично расположенным огневым средствам противника.

## В спорте
В стрелковом спорте сейчас практикуются:
- Пулевая стрельба;
- Стрельба из лука;
- Стендовая стрельба;
- Стрельба со станка;
- Стрельба из арбалета.